# Mattigtalbahn
| |                                        |                                                      |                                                      |
| Streckennummer: | 261 01                                 |                                                      |                                                      |
| Kursbuchstrecke (ÖBB): | 190                                    |                                                      |                                                      |
| Streckenlänge: | 37 km                                  |                                                      |                                                      |
| Spurweite: | 1435 mm (Normalspur)                   |                                                      |                                                      |
| Streckenklasse: | D2                                     |                                                      |                                                      |
| Stromsystem: | Steindorf – Friedburg: 15 kV 16,7 Hz ~ |                                                      |                                                      |
| Maximale Neigung: | 11 ‰                                   |                                                      |                                                      |
| Minimaler Radius: | 156 m                                  |                                                      |                                                      |
| Streckengeschwindigkeit: | 80 km/h                                |                                                      |                                                      |
| Zugbeeinflussung: | PZB                                    |                                                      |                                                      |
| |                                        |                                                      |                                                      |
| \| \| \| Westbahn von Salzburg \| \| \| \| \| Neumarkt am Wallersee \| ⊙552 m ü. A. \| \| \| 0,300 \| Steindorf bei Straßwalchen \| Steindorf bei Straßwalchen \| \| \| \| Westbahn nach Wien \| \| \| \| 1,470 \| Straßwalchen West (seit 15. Dezember 2013) \| Straßwalchen West (seit 15. Dezember 2013) \| \| \| 1,580 \| Anschlussbahn Kohlenimport (Awanst) (abgebaut) \| Anschlussbahn Kohlenimport (Awanst) (abgebaut) \| \| \| 2,755 \| Anschlussbahn Lagermax (Awanst) \| Anschlussbahn Lagermax (Awanst) \| \| \| \| Landesgrenze Salzburg / Oberösterreich \| \| \| \| 3,665 \| Anschlussbahn Feldbacher (Awanst) \| Anschlussbahn Feldbacher (Awanst) \| \| \| 3,740 \| Anschlussbahn Bodit (Awanst) \| Anschlussbahn Bodit (Awanst) \| \| \| 4,084 \| Friedburg \| 515 m ü. A. \| \| \| \| Nebenstrecke nach Schneegattern (rückgebaut) \| \| \| \| 4,851 \| Anschlussbahn Lugstein (Awanst) \| Anschlussbahn Lugstein (Awanst) \| \| \| 5,700 \| Lengau \| Lengau \| \| \| 7,115 \| Teichstätt \| Teichstätt \| \| \| 10,230 \| Achenlohe \| 480 m ü. A. \| \| \| 11,557 \| EK B 147 \| EK B 147 \| \| \| 12,988 \| Munderfing Dampfsäge (1.6.1891 – 10.12.2017) \| Munderfing Dampfsäge (1.6.1891 – 10.12.2017) \| \| \| 13,589 \| Munderfing \| 466 m ü. A. \| \| \| 16,355 \| Schalchen-Mattighofen (seit 11. Dez. 2016) \| Schalchen-Mattighofen (seit 11. Dez. 2016) \| \| \| \| Anschlussbahn Lagerhaus (rückgebaut) \| \| \| \| 18,090 \| Mattighofen \| 444 m ü. A. \| \| \| \| Anschlussbahn Lederfabrik Vogl (rückgebaut) \| \| \| \| 18,332 \| EK B 147 \| EK B 147 \| \| \| 20,818 \| Furth b. Mattighofen (15. Dezember 2024 aufgelassen) \| Furth b. Mattighofen (15. Dezember 2024 aufgelassen) \| \| \| 22,020 \| EK B 147 \| EK B 147 \| \| \| 24,103 \| Uttendorf-Helpfau \| 415 m ü. A. \| \| \| 26,491 \| EK B 142 \| EK B 142 \| \| \| 27,559 \| Mauerkirchen \| 400 m ü. A. \| \| \| \| Anschlussbahn Lagerhaus (rückgebaut) \| \| \| \| 31,275 \| St. Georgen an der Mattig \| St. Georgen an der Mattig \| \| \| 34,300 \| Aching (aufgelassen) \| Aching (aufgelassen) \| \| \| \| Alte Trasse (1873 – 1899) \| \| \| \| \| \| \| \| \| \| Mattig \| \| \| \| \| \| \| \| \| \| \| \| \| \| 36,626 \| Anschlussbahn Verbund \| Anschlussbahn Verbund \| \| \| \| \| \| \| \| \| \| \| \| \| \| Innkreisbahn von Neumarkt-Kallham \| \| \| \| \| \| \| \| \| 36,921 \| Abzw Mining 1 (Streckenende seit 1899) \| ⊙352 m ü. A. \| \| \| \| \| \| \| \| \| Mattig \| \| \| \| \| \| \| \| \| \| \| \| \| \| \| Braunau am Inn \| 350 m ü. A. \| \| \| \| Innkreisbahn nach Simbach am Inn \| \| |                                        |                                                      |                                                      |
| Strecke |                                        | Westbahn von Salzburg                                | Westbahn von Salzburg                                |
| Bahnhof |                                        | Neumarkt am Wallersee                                | ⊙552 m ü. A.                                         |
| Bahnhof | 0,300                                  | Steindorf bei Straßwalchen                           | Steindorf bei Straßwalchen                           |
| Abzweig geradeaus und nach rechts |                                        | Westbahn nach Wien                                   | Westbahn nach Wien                                   |
| Haltepunkt / Haltestelle | 1,470                                  | Straßwalchen West (seit 15. Dezember 2013)           | Straßwalchen West (seit 15. Dezember 2013)           |
| Abzweig geradeaus und ehemals nach rechts | 1,580                                  | Anschlussbahn Kohlenimport (Awanst) (abgebaut)       | Anschlussbahn Kohlenimport (Awanst) (abgebaut)       |
| Abzweig geradeaus und von rechts | 2,755                                  | Anschlussbahn Lagermax (Awanst)                      | Anschlussbahn Lagermax (Awanst)                      |
| Grenze |                                        | Landesgrenze Salzburg / Oberösterreich               | Landesgrenze Salzburg / Oberösterreich               |
| Abzweig geradeaus und nach links | 3,665                                  | Anschlussbahn Feldbacher (Awanst)                    | Anschlussbahn Feldbacher (Awanst)                    |
| Abzweig geradeaus und nach rechts | 3,740                                  | Anschlussbahn Bodit (Awanst)                         | Anschlussbahn Bodit (Awanst)                         |
| Bahnhof | 4,084                                  | Friedburg                                            | 515 m ü. A.                                          |
| Abzweig geradeaus und ehemals nach rechts |                                        | Nebenstrecke nach Schneegattern (rückgebaut)         | Nebenstrecke nach Schneegattern (rückgebaut)         |
| Abzweig geradeaus und nach links | 4,851                                  | Anschlussbahn Lugstein (Awanst)                      | Anschlussbahn Lugstein (Awanst)                      |
| Haltepunkt / Haltestelle | 5,700                                  | Lengau                                               | Lengau                                               |
| Haltepunkt / Haltestelle | 7,115                                  | Teichstätt                                           | Teichstätt                                           |
| Haltepunkt / Haltestelle | 10,230                                 | Achenlohe                                            | 480 m ü. A.                                          |
| Bahnübergang | 11,557                                 | EK B 147                                             | EK B 147                                             |
| ehemaliger Haltepunkt / Haltestelle | 12,988                                 | Munderfing Dampfsäge (1.6.1891 – 10.12.2017)         | Munderfing Dampfsäge (1.6.1891 – 10.12.2017)         |
| Bahnhof | 13,589                                 | Munderfing                                           | 466 m ü. A.                                          |
| Haltepunkt / Haltestelle | 16,355                                 | Schalchen-Mattighofen (seit 11. Dez. 2016)           | Schalchen-Mattighofen (seit 11. Dez. 2016)           |
| Abzweig geradeaus und ehemals von links |                                        | Anschlussbahn Lagerhaus (rückgebaut)                 | Anschlussbahn Lagerhaus (rückgebaut)                 |
| Bahnhof | 18,090                                 | Mattighofen                                          | 444 m ü. A.                                          |
| Abzweig geradeaus und ehemals nach links |                                        | Anschlussbahn Lederfabrik Vogl (rückgebaut)          | Anschlussbahn Lederfabrik Vogl (rückgebaut)          |
| Bahnübergang | 18,332                                 | EK B 147                                             | EK B 147                                             |
| ehemaliger Haltepunkt / Haltestelle | 20,818                                 | Furth b. Mattighofen (15. Dezember 2024 aufgelassen) | Furth b. Mattighofen (15. Dezember 2024 aufgelassen) |
| Bahnübergang | 22,020                                 | EK B 147                                             | EK B 147                                             |
| Haltepunkt / Haltestelle | 24,103                                 | Uttendorf-Helpfau                                    | 415 m ü. A.                                          |
| Bahnübergang | 26,491                                 | EK B 142                                             | EK B 142                                             |
| Bahnhof | 27,559                                 | Mauerkirchen                                         | 400 m ü. A.                                          |
| Abzweig geradeaus und ehemals nach rechts |                                        | Anschlussbahn Lagerhaus (rückgebaut)                 | Anschlussbahn Lagerhaus (rückgebaut)                 |
| Haltepunkt / Haltestelle | 31,275                                 | St. Georgen an der Mattig                            | St. Georgen an der Mattig                            |
| ehemaliger Haltepunkt / Haltestelle | 34,300                                 | Aching (aufgelassen)                                 | Aching (aufgelassen)                                 |
| Verschwenkung von links · Verschwenkung von rechts (Strecke außer Betrieb) |                                        | Alte Trasse (1873 – 1899)                            | Alte Trasse (1873 – 1899)                            |
| |                                        |                                                      |                                                      |
| Strecke · Brücke über Wasserlauf (Strecke außer Betrieb) |                                        | Mattig                                               | Mattig                                               |
| |                                        |                                                      |                                                      |
| |                                        |                                                      |                                                      |
| Abzweig geradeaus und von rechts · Strecke (außer Betrieb) | 36,626                                 | Anschlussbahn Verbund                                | Anschlussbahn Verbund                                |
| |                                        |                                                      |                                                      |
| |                                        |                                                      |                                                      |
| Abzweig geradeaus und von rechts · Strecke (außer Betrieb) |                                        | Innkreisbahn von Neumarkt-Kallham                    | Innkreisbahn von Neumarkt-Kallham                    |
| |                                        |                                                      |                                                      |
| Blockstelle · Strecke (außer Betrieb) | 36,921                                 | Abzw Mining 1 (Streckenende seit 1899)               | ⊙352 m ü. A.                                         |
| |                                        |                                                      |                                                      |
| Brücke über Wasserlauf · Strecke (außer Betrieb) |                                        | Mattig                                               | Mattig                                               |
| |                                        |                                                      |                                                      |
| Verschwenkung nach links · Verschwenkung nach rechts (Strecke außer Betrieb) |                                        |                                                      |                                                      |
| Bahnhof |                                        | Braunau am Inn                                       | 350 m ü. A.                                          |
| Strecke |                                        | Innkreisbahn nach Simbach am Inn                     | Innkreisbahn nach Simbach am Inn                     |

Die Mattigtalbahn (historisch auch stille Weltmeerbahn genannt) ist eine Nebenbahn in Österreich. Sie zweigt in Steindorf bei Straßwalchen von der Österreichischen Westbahn ab und führt nach Braunau am Inn. Der Großteil der Strecke verläuft dabei im namensgebenden Mattigtal. Täglich sind auf ihr zwischen 5000 und 7000 Fahrgäste unterwegs.

## Geschichte

### Planung, Bau und Inbetriebnahme

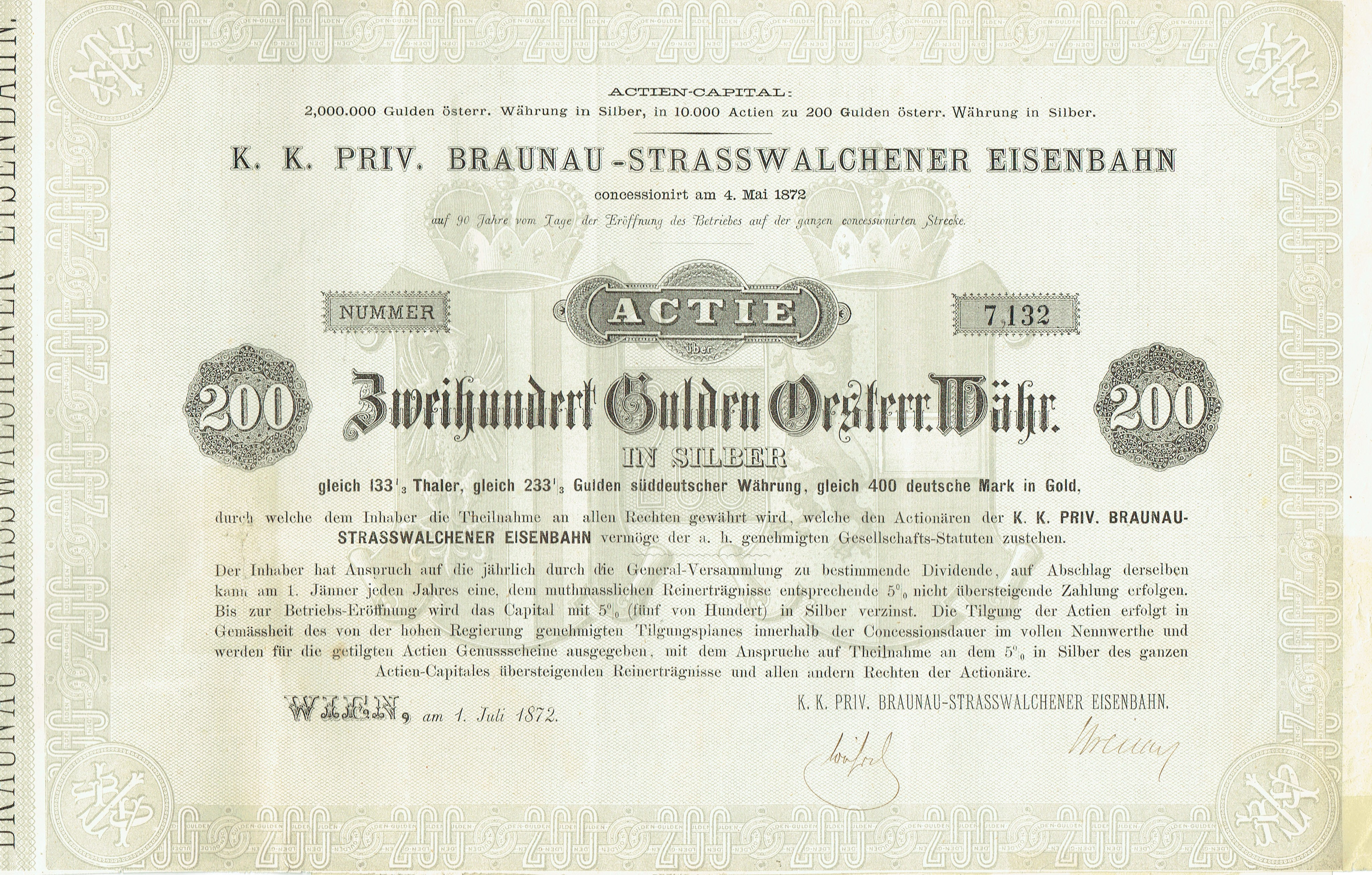
Gründeraktie der K. K. priv. Braunau-Strasswalchener Eisenbahn vom 1. Juli 1872

Nach der Eröffnung einiger Eisenbahnlinien, darunter die Westbahn 1859 und die Innkreisbahn 1870, hatte das Mattigtal in bahntechnischer Hinsicht Nachholbedarf. Nachdem eine Verbindung zwischen Braunau und der Westbahn immer notwendiger erschien, wurde 1871 die Bewilligung zum Bau erteilt. Von 22. bis 30. Juli 1872 fand eine Streckenbegehung statt, bei der Braunau als Startpunkt und Steindorf bei Straßwalchen als Endpunkt festgelegt wurden.
Am 14. Jänner 1873 wurde eine Zeitungsanzeige veröffentlicht, mit der um die Beteiligung an der Bahnstrecke in Form von Aktien der k.k. priv. Braunau–Strasswalchener Eisenbahn geworben wurde.
In etwas mehr als einem Jahr war die gesamte Strecke von 30.000 Arbeitern, davon viele Italiener, errichtet, so dass diese am 10. September 1873 in den Regelbetrieb übergehen konnte. Eine mündliche Überlieferung besagt, dass Bauern der Gemeinde Schalchen den Bau um jeden Preis verhindern wollten. Angeblich musste das Militär die Arbeiter vor den gewaltbereiten Gegnern schützen. Am Bahnhof Mattighofen wurde am Eröffnungstag der erste Zug aus Braunau, welcher mit einem Kranz geschmückt war, feierlich empfangen. Die Baukosten der Strecke beliefen sich auf 4.651.007 Gulden.

### Finanzielle Probleme und Verstaatlichung
Nur zwei Jahre später wurde eine Zwangsverwaltung der Linie vorgenommen, da die Kosten nicht gedeckt werden konnten. In einem Kommentar der Zeitung Salzburger Chronik forderte man zu jener Zeit sogar den Rückbau der Bahn, um die Anteilseigner zu entschädigen.

„Wenn übrigens weder der Staat, noch die Provinz, noch die angrenzenden Gemeinden um die Existenz dieser Bahn sich kümmern, sie in keiner Weise subventionieren, so wäre es gerecht und vernünftig, wenn diese überflüssige Bahn wieder ausgerissen und der Erlös von den Schienen, Grundstücken, Gebäuden ec. den betrogenen Aktionären und Obligationären als einiger Ersatz zurückgegeben würde, welcher Ersatz immerhin vielmehr beträge, als die Elisabeth-Westbahn anzubieten wagt.“

Eine derartige Maßnahme wäre jedoch nach der damaligen Gesetzeslage nicht so ohne weiteres möglich gewesen, wie im darauffolgenden Jahr in einem Artikel des Linzer Volksblattes festgehalten wurde. Für den Autor des Artikels war klar: „Die Aktionäre dieser Bahn erhalten keinen Kreutzer [...]“.
Aufgrund eines Pachtvertrages war die k.k. priv. Kaiserin Elisabeth-Westbahn (KEB) für den Betrieb der Mattigtalbahn verantwortlich und wurde für die schlechte finanzielle Lage der Bahn beschuldigt. Heinrich Klinkosch, Abgeordneter zum Österreichischen Abgeordnetenhaus, warf dem Unternehmen vor, die Mattigtalbahn mutwillig in den Ruin getrieben zu haben, um diese günstig übernehmen zu können.
Im Mai 1877 entschieden sich schließlich die K.k. Staatsbahnen, die Mattigtalbahn für 875.000 Gulden zu erwerben und finanziell zu sanieren.

### Trassenverlegung 1899
Bis 1899 führte die Mattigtalbahn in Braunau, anders als heute, nicht über ein Teilstück der Innkreisbahn, sondern hatte eine eigene Trasse bis zum Bahnhof Braunau. Die Strecke querte die Mattig dabei zwischen den Ortschaften Aching und Aselkam und führte weiter in Richtung der heutigen Franz-Schubert-Straße.
Im Sommer 1899 ereignete sich ein schweres Hochwasser, das die Mattigtalbahn an mehreren Stellen unterbrach. Das Hochwasser zerstörte sowohl die Brücke über die Mattig als auch Teile des Bahndammes. Da eine Wiederherstellung der Brücke eine sehr hohe Kostenbelastung bedeutet hätte, entschied man sich, auch den restlichen Teil der Trasse östlich des Mattigufers verlaufen zu lassen, und die Strecke bei Dietfurt an die Innkreisbahn anzuschließen (heute Abzweigung Mining 1). Auf dieser konnte die Mattig auf einer Brücke, welche ebenfalls aufgrund des Hochwassers neu errichtet werden musste, gequert werden. Anstelle der zerstörten Mattigtalbahn-Brücke wurde vorübergehend ein Steg errichtet, um den Fahrgästen das Umsteigen zu ermöglichen.
Der südliche Teil der alten Trasse ist als solche heute nicht mehr erkennbar. Es befinden sich an dessen Stelle landwirtschaftlich genutzte Flächen sowie eine Straße im Bereich der Ortschaft Maierhof. Auf dem nördlichen Teil der Strecke befindet sich heute die Anschlussbahn des Unternehmens AMAG.
Presseberichten zufolge wurde bei den Grabungsarbeiten für die neue Trasse ein männliches Skelett in etwa ein Meter Tiefe gefunden. Ein Kriminalfall wurde nicht ausgeschlossen.

### Geschehnisse im 20. Jahrhundert
Um 1915 wurden Überlegungen angestellt, den Ausgangspunkt der Mattigtalbahn vom Ortsteil Steindorf in den Hauptort Straßwalchen zu verlegen. Man erwartete sich dadurch „große volkswirtschaftliche Vorteile“. Außerdem wäre dann ein direkter Anschluss an die bereits 1872 projektierte Verbindung Straßwalchen – Mondsee vorhanden gewesen. Da keine hohen Kosten für die Verlegung zu erwarten waren, war man in Straßwalchen diesbezüglich positiv gestimmt. Sowohl die Verlegung der Mattigtalbahn als auch die Strecke nach Mondsee wurden jedoch nie verwirklicht.
Bis in die 1920er Jahre lag die Höchstgeschwindigkeit bei 30 km/h. Noch vor dem Zweiten Weltkrieg aber wurde die Bahn ausgebaut und die Geschwindigkeit auf 60 km/h erhöht.
Nach dem Anschluss an das Deutsche Reich war die Mattigtalbahn automatisch im Besitz der Deutschen Reichsbahn. Das hatte zur Folge, dass die damals relativ modernen Triebwagen abgezogen und durch dampfbetriebene Lokomotiven ersetzt wurden. Der geordnete Zugbetrieb konnte während des 2. Weltkrieges nicht aufrechterhalten werden, so dass Zugausfälle und mehrstündige Verspätungen an der Tagesordnung waren.
Am 15. Dezember 1943 ereignete sich am ehemaligen Bahnhof Uttendorf-Helpfau ein schweres Unglück. Durch eine falsch gestellte Weiche kollidierte der aus Braunau kommende Personenzug mit einem Postwagen. Dieser sprang daraufhin aus den Gleisen. Zwei Tote und drei Verletzte waren die Bilanz. Trotz des schrecklichen Vorfalls betrug die Verspätung des Zuges angeblich nur eine Stunde. Ab 16. April 1945 verkehrten die Züge nur mehr bei Nacht, um Bombardierungen zu entgehen. Anfang Mai kam der Verkehr auf der Strecke dann endgültig zum Erliegen. Die Innbrücke Simbach–Braunau wurde gesprengt. Wenige Monate später, am 4. Juli 1945, wurde der Personenverkehr offiziell wieder aufgenommen.
1950 fuhren erstmals wieder Einzel-Triebwagen auf der Strecke und 1960 erhöhte man das Geschwindigkeits-Limit auf 80 km/h. Der letzte fahrplanmäßige Dampfzug verkehrte 1971. Trotz allem minimierten sich die Fahrgastzahlen von Jahr zu Jahr. Nicht zuletzt war ein schlecht abgestimmter Fahrplan die Ursache für dieses Problem. In den 1980er Jahren überarbeitete man diesen und erhöhte den Reisekomfort, um Kunden zu gewinnen. Die Optimierungen brachten jedoch nicht den gewünschten Erfolg. Mitte der 1990er Jahre betrug der jährliche Verlust der Strecke 5,15 Millionen Schilling. Die ÖBB drohten, die Personenbeförderung mit Mai 1996 reduzieren oder sogar einstellen zu müssen, da kein weiteres Einsparungspotential gesehen wurde. Derartige Maßnahmen konnten durch einen Vertrag zwischen Land Oberösterreich und der ÖBB AG, der den Betrieb der oberösterreichischen Regionalbahnen für weitere 20 Jahre sicherte, abgewendet werden.

### Streckenerhalt und Modernisierung
Die Strecke tauchte auch später immer wieder in veröffentlichten ÖBB-Unterlagen als zu prüfende Strecke auf. Die ÖBB, die Länder Oberösterreich und Salzburg sowie diverse Gemeinden begannen jedoch, in die Strecke zu investieren und sie wurde schließlich im Zielnetz 2025+ der ÖBB in der Kategorie Ergänzungsnetz eingestuft. Strecken in dieser Kategorie erhalten eine „bedarfsgerechte Attraktivierung“.
Seit Dezember 2009 existiert ein beinahe stündlicher Taktfahrplan. Diese und weitere Optimierungen (siehe Abschnitt Betrieb) führten zwischen 2006 und 2015 zu einem Fahrgastzuwachs von 32 %.
Im Dezember 2013 ging die neu errichtete Haltestelle Straßwalchen West in Betrieb. Die für 2015 geplante Haltestelle beim KTM-Werk Mattighofen wurde im Jahr 2016 verwirklicht und steht den Fahrgästen als Haltestelle Schalchen-Mattighofen seit dem 11. Dezember 2016 zur Verfügung.
Im Dezember 2017 erhielt die Mattigtalbahn einen von Grund auf neu entwickelten Fahrplan. Dieser wurde notwendig, da auf der Westbahnstrecke der Takt der dort verkehrenden S-Bahn Salzburg verdichtet wurde. Außerdem konnten so die Verbindungen mit den Railjet-Halten am Bahnhof Neumarkt am Wallersee vertaktet werden. Die Änderungen hatten jedoch zur Folge, dass die Haltestelle Dampfsäge Munderfing geschlossen und die Haltestellen Teichstätt und Achenlohe nur noch eingeschränkt bedient werden. Die fehlenden Halte wurden teilweise durch Postbus-Halte ersetzt. Im Gegenzug wurden fast alle Verbindungen umsteigefrei bis nach Freilassing durchgebunden.
Am 21. Mai 2019 erfolgte der Spatenstich für den barrierefreien Aus- und Umbau der Bahnhöfe Steindorf bei Straßwalchen und Neumarkt am Wallersee mit (Insel)Bahnsteigen. Die Mattigtalbahn wurde bis Neumarkt verlängert und dafür ein drittes Gleis parallel zur Bestandsstrecke der Westbahnstrecke errichtet. In diesen Arbeiten inbegriffen war auch die Elektrifizierung der Bestandsstrecke bis Friedburg, sodass der elektrische Betrieb am 12. Dezember 2021 aufgenommen werden konnte. Die Linie R21 verkehrt seit dem Fahrplanwechsel im Dezember 2021 stündlich von Freilassing über Salzburg bis zum Bahnhof Friedburg.
Einer der spektakulärsten Unfälle ereignete sich 2019 an der Haltestelle Achenlohe. Ein Güterzug kollidierte an einem Bahnübergang mit einem LKW und schleifte diesen mit. Dabei wurde der LKW mit großer Wucht in das ehemalige Bahnhofsgebäude geschleudert, welches bis zu diesem Vorfall als Wohnhaus diente. Das Gebäude musste vollständig abgetragen werden. Da Diesel in das Erdreich eingedrungen war, waren aufwendige Sanierungsmaßnahmen notwendig, die eine wochenlange Sperrung des Streckenabschnitts erforderlich machten.
Die Station Furth b. Mattighofen wurde zum Fahrplanwechsel im Dezember 2024 aufgelassen.
Derzeit sind die Bahnhöfe Mauerkirchen, Mattighofen und Munderfing noch mit Fahrdienstleitern besetzt, lediglich der Bahnhof Friedburg wird von Steindorf ferngesteuert.
Im Sommer 2025 wurde der Streckenabschnitt Braunau – Friedburg 6 Wochen lang für umfassende Umbauarbeiten gesperrt: Sieben beschrankte Eisenbahnkreuzungen wurden neu errichtet, 13 Eisenbahnkreuzungen nunmehr dauerhaft gesperrt. Der Halt Teichstätt wurde umfassend modernisiert. Beim Haltepunkt Schalchen-Mattighofen wurde zeitgleich der Rohbau der Straßenüberführung der künftigen B147-Ortsumfahrung Mattighofen errichtet. Auf dem gesamten Abschnitt wurden Oberleitungsmasten für eine künftige Elektrifizierung errichtet, die Bahndämme erhielten neue Entwässerungsanlagen zum Schutz vor Hochwasser.

### Ehemalige Nebenstrecke Friedburg–Schneegattern
| Land | Österreich           |                                             |                                             |
| Bundesland | Oberösterreich       |                                             |                                             |
| Streckendaten |                      |                                             |                                             |
| Streckenlänge: | 6,0 km               |                                             |                                             |
| Spurweite: | 1435 mm (Normalspur) |                                             |                                             |
| Streckengeschwindigkeit: | 40 km/h              |                                             |                                             |
| |                      |                                             |                                             |
| \| \| \| Hauptstrecke von Steindorf bei Straßwalchen \| \| \| \| 0,0 \| Friedburg \| ⊙515 m ü. A. \| \| \| \| Hauptstrecke nach Braunau am Inn \| \| \| \| 6,0 \| Schneegattern (abgebaut) \| ⊙535 m ü. A. \| |                      |                                             |                                             |
| Strecke |                      | Hauptstrecke von Steindorf bei Straßwalchen | Hauptstrecke von Steindorf bei Straßwalchen |
| Bahnhof | 0,0                  | Friedburg                                   | ⊙515 m ü. A.                                |
| Abzweig ehemals geradeaus und nach links |                      | Hauptstrecke nach Braunau am Inn            | Hauptstrecke nach Braunau am Inn            |
| Kopfbahnhof Streckenende (Strecke außer Betrieb) | 6,0                  | Schneegattern (abgebaut)                    | ⊙535 m ü. A.                                |

Errichtet wurde die eingleisige, 6 km lange Strecke, welche vom Bahnhof Friedburg ausging, 1887 anfangs nur für den Güterverkehr. 1895 wurde sie dann von den K.k. Staatsbahnen übernommen. Der Kaufpreis wurde in 20 Jahresraten abbezahlt. Im weiteren Verlauf entstand von der Nebenstrecke ausgehend ein Waldbahnsystem im Kobernaußerwald, das für den Transport von Holz genutzt wurde. Die Zulassung des Personenverkehrs erfolgte erst im Mai 1899. Dass dieser auf der Strecke nie eine besonders große Rolle spielte, zeigen die Fahrgastzahlen. Im Jahr 1910 wurden insgesamt nur 2.272 Fahrkarten verkauft. Ein Weiterbau der Strecke nach Ried im Innkreis wurde in Erwägung gezogen, aber nie realisiert.
Im Jahr 1992 wurde der Verkehr aufgrund der permanent sinkenden Transportleistung eingestellt. In den nächsten Jahren erfolgte der Rückbau.

## Betrieb

### Fahrplan
Von Montag bis Freitag wird ein stündlicher Takt angeboten. Der erste Zug verlässt den Bahnhof Braunau um 4:17 Uhr, der letzte um 20:34 Uhr. In Gegenrichtung verlässt der erste Zug Salzburg Taxham Europark um 8:08 Uhr, der letzte Zug um 22:08 Uhr. In den Morgenstunden wird ein ca. halbstündlicher Verkehr angeboten. An Wochenenden und Feiertagen wird ein 2-Stunden-Takt angeboten. Kreuzungen finden in Friedburg, Munderfing, Mattighofen und Mauerkirchen statt.
Die meisten Verbindungen werden direkt bis Salzburg Taxham Europark durchgebunden. Dabei machen die Züge auch mehrmals innerhalb der Stadt Salzburg Halt, unter anderem am Salzburger Hauptbahnhof.
Seit Dezember 2017 werden Teichstätt und Achenlohe nur noch in Tagesrandlage bedient.

### Fahrzeuge und Wagensätze

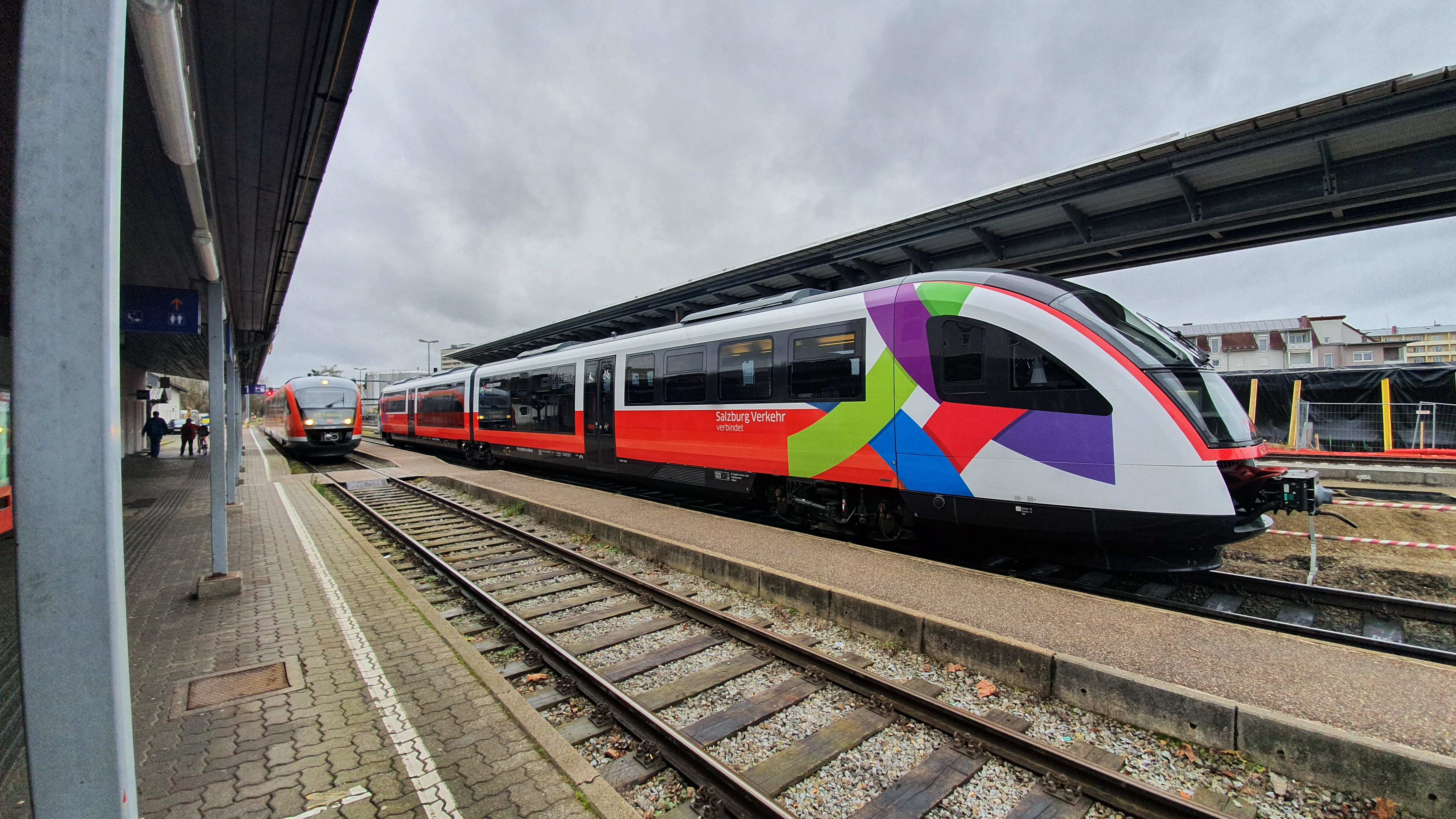
ÖBB 5022 Desiro (DB-Baureihe 642) im neuen ÖBB Cityjet Design und mit Salzburg Verkehr-Beklebung, aufgenommen im Bahnhof Braunau am Inn (während der Umbauarbeiten im Jahr 2019).

Von den 1970er bis Anfang der 1990er Jahre wurden im Personenverkehr vor allem Schienenbusse der Reihe 5081 eingesetzt, danach und auch vor allem Dieseltriebwagen der Reihe 5047, welche mit dem Fahrplanwechsel im Dezember 2017 größtenteils durch die DB-Baureihe 628 der Südostbayernbahn ersetzt wurden. Diese Maßnahme wurde notwendig aufgrund der Durchbindung der Züge nach Freilassing Hauptbahnhof und dem damit zwingenden Einsatz der punktförmigen Zugbeeinflussung PZB 90.
Seit Fahrplanwechsel 2019 wurden diese wiederum durch die DB-Baureihe 642 ersetzt, welche das Äquivalent der ÖBB-Reihe 5022 sind. Teilweise wurden die Züge schon mit ÖBB Cityjet und Salzburg Verkehr Designs beklebt. Seit 2005 verkehrt auch der Lokomotiv-Typ 2016 zusammen mit CityShuttle-Wagen (meist 4–5 Wagen) im Wendezugbetrieb.

### Güterverkehr
Es gibt unter anderem mehrmals pro Tag gemischte Güterzüge zwischen Bayern und Salzburg-Gnigl (Vbf). Aufgrund der beschränkten größten Zuglänge der Innkreisbahn und der kürzeren Bespannung mit Dieselfahrzeugen verkehren auch einige aus Kesselwagen gebildete Güterzüge von Bayern nach Wien-Stadlau und in die Slowakei über die Mattigtalbahn. Zwischen Steindorf und Mattighofen verkehren an Werktagen zusätzlich noch Verschubgüterzüge.

## Aktuelle Situation und weitere Entwicklung

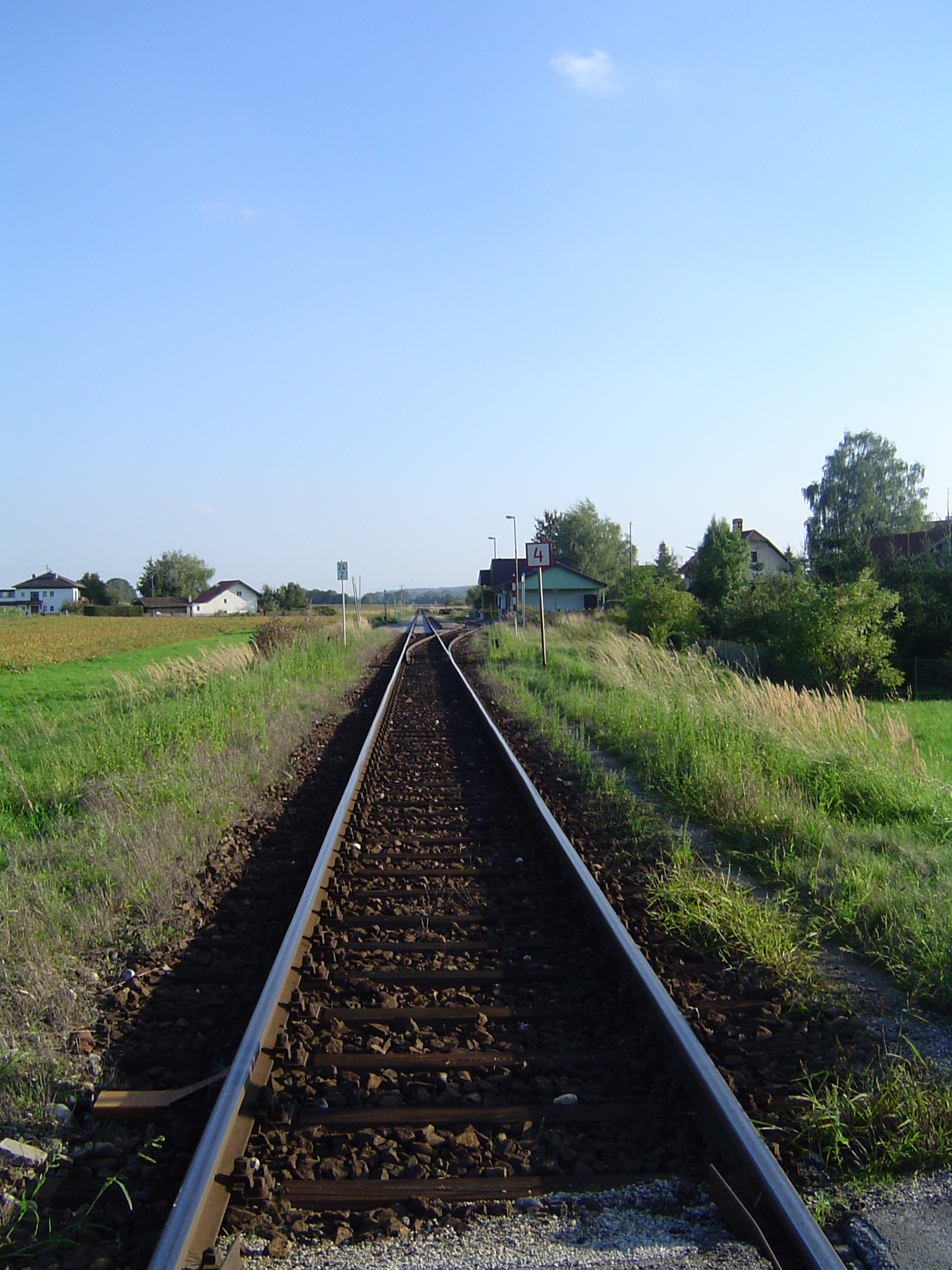
Streckenabschnitt der Mattigtalbahn in Helpfau-Uttendorf mit der Haltestelle Uttendorf-Helpfau (2006)

Seit 2014 werden nach und nach in die Jahre gekommene Schwellen, Gleise und Weichen ersetzt. Auch kleinere Renovierungsarbeiten an den Bahnhofsgebäuden finden laufend statt. Der Rahmenplan 2017 bis 2022 sieht vor, 13 Millionen Euro in die Attraktivierung der Strecke zu investieren.
Die Betriebsführung an der Strecke soll rationalisiert werden, um Kosten zu sparen. Vorgesehen ist ein Fernbedienbetrieb.
Auf der Strecke kommt es immer wieder zu schweren Zusammenstößen mit Straßenfahrzeugen. Viele Bahnübergänge sind lediglich mit Andreaskreuzen und Stoppschildern gesichert. Im Sommer 2025 wurde die Anzahl dieser Übergänge reduziert.
In einem Konzeptpapier der ÖBB-Infrastruktur AG wurde die vollständige Elektrifizierung der Mattigtalbahn von Steindorf bei Straßwalchen bis Braunau am Inn vorgeschlagen. Das Land Oberösterreich finanziert diese Infrastrukturmaßnahmen auf den 37 Kilometer der Bestandsstrecke, sodass die Mattigtalbahn bis 2030 vollständig elektrifiziert sein wird. Der Rahmenplan 2025–2030 der ÖBB-Infrastruktur AG sieht vor, alle baulichen und sicherheitstechnischen Maßnahmen der Bahnhofs- und Streckenerneuerung, sowie die weitere Elektrifizierung der restlichen Bestandsstrecke bis zum Jahr 2029 abzuschließen.

## Nachweise
Quellenverzeichnis:
- Chronologische Zusammenfassung der Geschichte von Schalchen, Heimatverein Schalchen
- Sammlung der Uttendorfer Heimatblätter von Max Högl

Einzelnachweise:
1. ↑  Von der stillen Weltmeerbahn. Neue Warte am Inn, 7. April 1894 (Original, ANNO)
2. ↑  Eine aufmerksame Bahnverwaltung. Neue Warte am Inn, 9. November 1901 (Original, ANNO)
3. ↑  ÖBB erwägt, Almtal-, Mühlkreis- und Hausruckbahn durch Bus zu ersetzen. derstandard.at, 21. Mai 2025, abgerufen am 3. August 2025.
4. ↑  Emmission Strasswalchen-Braunauer Eisenbahn. Linzer Volksblatt, 14. Jänner 1873 (Original, ANNO)
5. 1 2  Heimatverein Schalchen. Abgerufen am 7. Juli 2019.
6. ↑  K. k. priv. Kaiserin Elisabeth-Bahn. Eröffnung der Eisenbahnstrecke Braunau-Strasswalchen. Wiener Zeitung, 22. September 1873 (Original, ANNO)
7. ↑  Aus dem Mattigthale. Salzburger Chronik, 18. September 1873 (Original, ANNO)
8. ↑  Braunau-Straßwalchnerbahn. Linzer Volksblatt, 1. April 1876 (Original, ANNO)
9. ↑  Die Eisenbahnlinie Braunau – Steindorf. Die Ortsgemeinde Lengau im politischen Bezirk Braunau am Inn in Oberösterreich, 1911 (Original, Landesbibliothek Oberösterreich)
10. ↑  Eisenbahn-Gedanken. Salzburger Chronik, 1. April 1876 (Original, ANNO)
11. ↑  Abgeordnetenhaus. Neue Freie Presse, 18. April 1874 (Original, ANNO)
12. ↑  Ankauf der Braunauer-Straßwalchener Eisenbahn durch den Staat. Das Vaterland, 14. März 1877 (Original, ANNO)
13. ↑  Traceverlegung. Tages-Post, 27. Oktober 1899 (Original, ANNO)
14. ↑  Die Verlegung der Bahn Braunau–Steindorf. Salzburger Volksblatt, 23. August 1915 (Original, ANNO)
15. ↑  Verlegung des Bahnanschlusses von Steindorf nach der Station Straßwalchen. Neue Warte am Inn, 4. September 1915 (Original, ANNO)
16. ↑  Max Högl: Uttendorfer Heimatblätter. Helpfau-Uttendorf 1958, S. 326–327.
17. ↑  Bundesbahn auf Werbefahrt für Strecke Steindorf-Braunau. Braunauer Rundschau, 16. November 1995.
18. ↑  Stille Stilllegung. derstandard.at, 23. September 2010, abgerufen am 16. April 2017.
19. ↑  Zielnetz 2025+. (PDF) S. 27, ehemals im Original (nicht mehr online verfügbar); abgerufen am 1. Mai 2017. (Seite nicht mehr abrufbar. Suche in Webarchiven)
20. ↑  Anfragebeantwortung 2886/AB-BR/2016 vom 11.04.2016 durch Mag. Gerald Klug (PDF; 858 kB), abgerufen am 16. April 2017.
21. ↑  Mein Bezirk: „Neue ÖBB-Haltestelle Straßwalchen West“
22. ↑  Neue ÖBB-Haltestelle Schalchen-Mattighofen bringt viele Vorteile für Pendler und Bahnfahrer in der Region. oebb.at, 28. November 2016, archiviert vom Original am 16. April 2017; abgerufen am 16. April 2017.
23. ↑  Oberösterreichische Nachrichten: Neue Haltestelle: 1,2 Millionen Euro werden investiert. (nachrichten.at [abgerufen am 17. April 2017]).
24. ↑  Ausgefallene Zughalte in Teichstätt und Achenlohe: Buslösung erkämpft. Abgerufen am 7. Juli 2019.
25. ↑  Ausbau Steindorf–Neumarkt. infrastruktur.oebb.at, abgerufen am 6. Oktober 2018.
26. ↑  ÖBB-Baustart in Neumarkt am Wallersee. salzburg24.at, 21. Mai 2019, abgerufen am 22. Mai 2019.
27. ↑  Der Elektro-Betrieb startet. meinbezirk.at, 3. Dezember 2021, abgerufen am 12. Dezember 2021.
28. ↑  Bahnhofsumbau in Neumarkt und Steindorf. salzburg.ORF.at, abgerufen am 17. April 2017.
29. ↑  Streit um Bahnknotenpunkt Steindorf. salzburg.ORF.at, abgerufen am 17. April 2017.
30. ↑  Schwerer Verkehrsunfall in Achenlohe: Lkw donnert in Zug und Hausmauer – Fahrer schwer verletzt, Bewohner unter Schock. Abgerufen am 7. Juli 2019.
31. ↑  Arbeiten an Eisenbahnkreuzungen im Mattigtal. In: www.phibs.at. 29. Mai 2024, abgerufen am 9. Juli 2024.
32. ↑  Barbara Ebner: Mattigtalbahn und Innkreisbahn betroffen – Schienenersatzverkehr während Bauarbeiten im Sommer. meinbezirk.at, 1. Juli 2025, abgerufen am 11. August 2025.
33. ↑  Die Eisenbahnlinie Braunau – Steindorf. Die Ortsgemeinde Lengau im politischen Bezirk Braunau am Inn in Oberösterreich, 1911 (Original, Landesbibliothek Oberösterreich)
34. ↑  Eisenbahngeschichte Alpen - Donau - Adria. Abgerufen am 28. April 2017.
35. ↑  Elmar Oberegger: Zur Eisenbahngeschichte des alten Österreich. 13. Oktober 2011, abgerufen am 21. Juni 2013.
36. ↑  Fuhrpark wird erneuert. In: www.meinbezirk.at. 18. November 2019, abgerufen am 19. November 2019.
37. ↑  Übersicht Rahmenplanprojekte ÖBB und ASFINAG. (PDF) bmvit - Bundesministerium für Verkehr, Innovation und Technologie, Januar 2017, S. 23, archiviert vom Original am 18. April 2017; abgerufen am 17. April 2017.
38. ↑  Zieldefinition 2025+ Ergebnisbericht Anhang A-G. (PDF) S. 26, 31, ehemals im Original (nicht mehr online verfügbar); abgerufen am 1. Mai 2017. (Seite nicht mehr abrufbar. Suche in Webarchiven)
39. ↑  Einige Bahnkreuzungen werden noch geschlossen, Schranken sind sehr teuer. Abgerufen am 7. Juli 2019.
40. ↑  Verkehr: Es dauert viel zu lang. krone.at, 27. Februar 2017, abgerufen am 22. April 2017.
41. ↑  600 Millionen für die Schiene: Alle Nebenbahnen werden erhalten. In: nachrichten.at. 2. Juli 2019, archiviert vom Original am 2. Juli 2019; abgerufen am 2. Juli 2019.
42. ↑  Rahmenplan 2025-2030 Investitionen und Instandhaltung. BMIMI und ÖBB Infra, abgerufen am 11. August 2025.
43. ↑  Mattigtalbahn: Elektrifizierung soll Fahrgäste bringen. Abgerufen am 13. Dezember 2021.

- Karte mit allen Koordinaten:
- OSM |
- WikiMap